# Rallye de Suède 1972
Le Rallye de Suède 1972 (23e Sweden Kak Rallyt), disputé du 17 au 20 février 1972, est la dix-huitième manche du Championnat international des marques (IRC) courue depuis 1970 et la deuxième manche du Championnat international des marques 1972.

## Contexte avant la course

### Le championnat international des rallyes pour marques
Alors que le championnat d'Europe des rallyes pour conducteurs fut créé en 1953, ce n'est que quinze ans plus tard, en 1968 qu'apparut le championnat d'Europe des rallyes pour marques (ERC), Ford devenant cette année-là le premier constructeur titré dans la discipline. En 1970, le championnat devint intercontinental et fut rebaptisé championnat international des rallyes pour marques (IRCM) en intégrant une épreuve africaine, le Safari, le Rallye du Maroc venant s'ajouter à son calendrier dès l'année suivante. Le calendrier 1972 comprend dix manches (sept en Europe, deux en Afrique et une en Amérique du Nord). Le barème d'attribution des points vient d'être modifié, correspondant à celui prévu pour le futur championnat du monde des rallyes qui sera mis en place en 1973. Les épreuves sont réservées aux catégories suivantes :
- Groupe 1 : voitures de tourisme de série
- Groupe 2 : voitures de tourisme spéciales
- Groupe 3 : voitures de grand tourisme de série
- Groupe 4 : voitures de grand tourisme spéciales

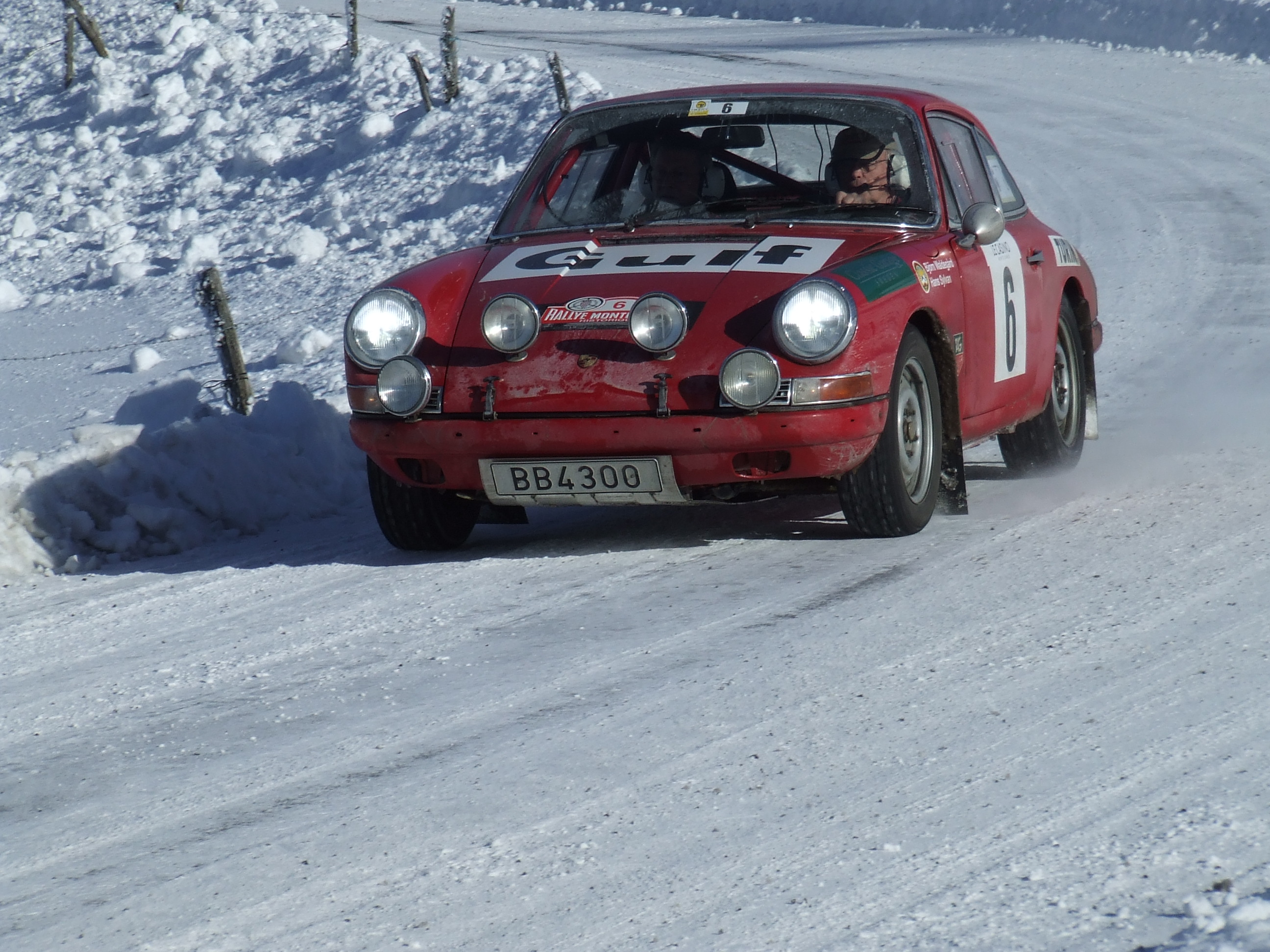
La Porsche 911 a permis à Björn Waldegård de remporter trois victoires consécutives en Suède. Il pilote ici, à l'occasion d'une course historique, la 911 S Groupe 4 victorieuse en 1970.

Si les Alpine-Renault avaient nettement dominé au cours de l'année 1971, remportant plus de la moitié des épreuves du championnat, la saison 1972 s'annonce plus ouverte, la fiabilité des voitures françaises s'étant révélée désastreuse lors de la manche inaugurale, à Monte-Carlo, la victoire revenant à la Lancia de Sandro Munari, loin devant la Porsche de Gérard Larrousse.

### L'épreuve
C'est en juin 1950 que fut organisé le premier Rallye du soleil de minuit, épreuve estivale conduisant les concurrents jusqu'au cercle polaire arctique, à travers les forêts scandinaves. Une organisation sans faille et la excellente qualité des pistes empruntées contribuèrent rapidement à la renommée de cette épreuve, intégrée au championnat européen de grand tourisme dès sa création en 1953. Le développement croissant du tourisme durant l'été incita les organisateurs à changer la date de l'évènement : depuis 1966, l'épreuve, rebaptisée Rallye de Suède, est devenue hivernale, le parcours alternant chemins enneigés et rivières ou lacs gelés. Pour l'édition 1972, la longueur des clous montés sur les pneus a été limitée à 20 mm, avec un dépassement maximal de 5 mm par rapport à la bande de roulement. Comptant trois succès consécutifs entre 1968 et 1970, tous acquis sur Porsche 911, Björn Waldegård détient le record de victoires en Suède.

## Le parcours
- départ : 17 février 1972 de Karlstad
- arrivée : 20 février 1972 à Karlstad
- distance : environ 2 130 km dont 816 km sur 34 épreuves spéciales (37 épreuves initialement prévues)
- surface : neige et glace
- Parcours divisé en deux étapes[4]

### Première étape
- Karlstad - Karlstad, 1 065 km, du 17 au 18 février
- 17 épreuves spéciales, 408 km (20 épreuves initialement prévues, ES 17, 18, 19 annulées) - La 20e et dernière épreuve de l'étape, longue d'un kilomètre, sert uniquement à départager les équipages ex æquo

### Deuxième étape
- Karlstad - Karlstad, 1 065 km, du 19 au 20 février
- 17 épreuves spéciales, 408 km - La 17e épreuve et dernière épreuve de l'étape, longue d'un kilomètre, sert uniquement à départager les équipages ex æquo

## Les forces en présence
- Lancia

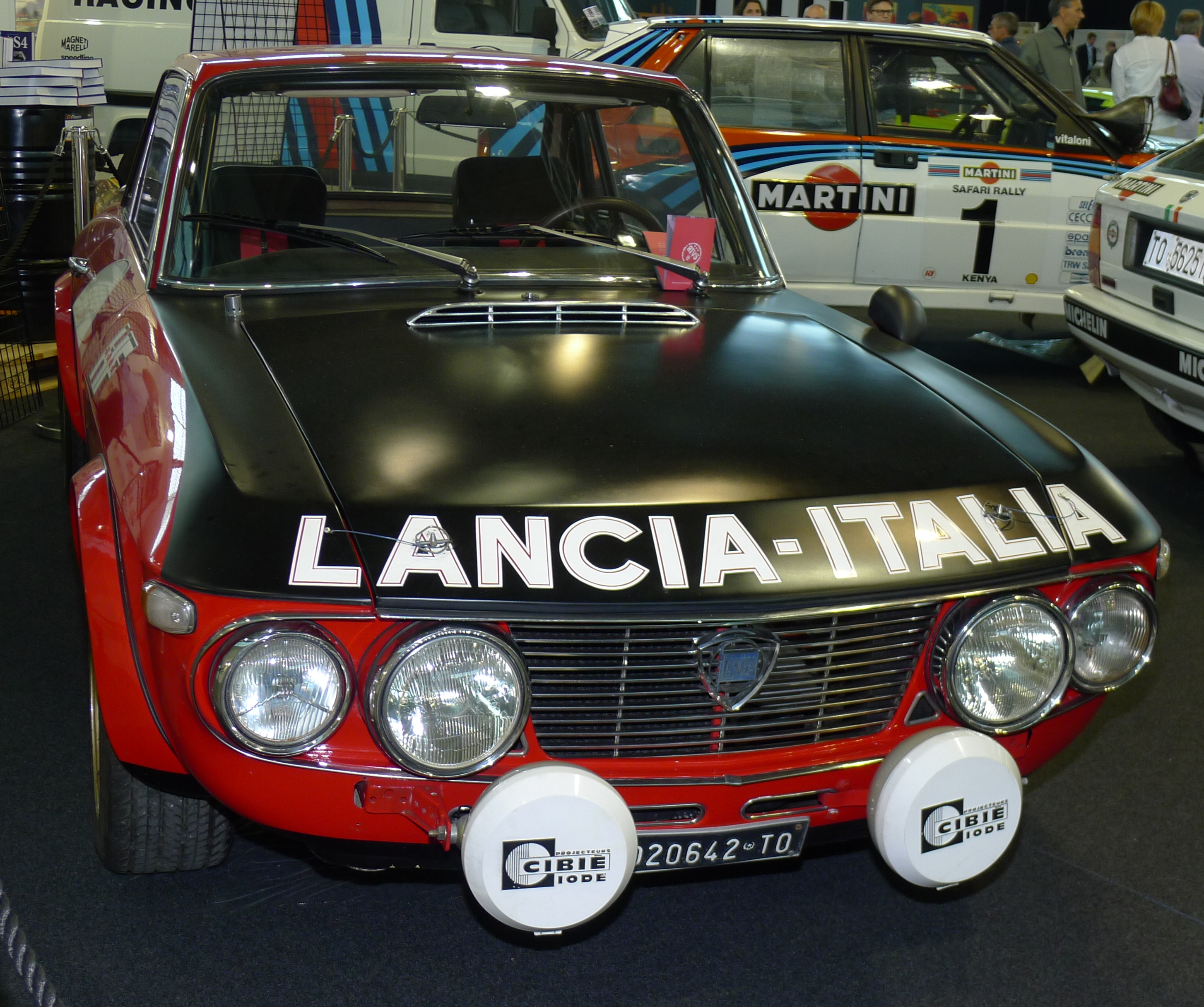
Un coupé Lancia Fulvia HF Groupe 4 semblable à celui d'Harry Källström.

La Scuderia Lancia a préparé une Fulvia HF Groupe 4 pour l'équipage Harry Källström/Gunnar Häggbom. Ce coupé pèse environ 870 kg. Son moteur V4 de 1584 cm3 entraîne les roues avant. Alimenté par deux carburateurs Dell'Orto à double-corps, il développe plus de 160 chevaux à 7000 tr/min. La Lancia est habituellement chaussée de pneus Pirelli mais pourra également être équipée de pneus finlandais Hakkapeelita. Initialement engagé sur une voiture identique, Simo Lampinen a déclaré forfait.
- Porsche

Navigué par son compatriote Lars Helmér, Björn Waldegård dispose de la Porsche 911 S Groupe 4 avec laquelle il a disputé le dernier Rallye Monte-Carlo. Pesant un peu plus d'une tonne, cette voiture est animée par un moteur à six cylindres à plat de 2,5 litres, placé en porte-à-faux arrière. La puissance maximale est d'environ 265 chevaux à 8300 tr/min. Sa préparation a été effectuée à l'usine de Stuttgart sous la direction de l'ingénieur-pilote Jürgen Barth. Waldegård utilisera des pneus Dunlop.
- Opel

L'Opel Rally Team, association suédoise des concessionnaires General Motors, a engagé deux Ascona Groupe 2 (transmission classique, moteur quatre cylindres, 1,9 litre, 150 chevaux) pour les équipages Ove Eriksson/Börje Österberg et Anders Kulläng/Donald Karlsson, ainsi que quatre Ascona Groupe 1 pour Lillebror Nasenius/Björn Cederberg, Jan Henriksson/Lars-Erik Carlström, Gunnar Blomqvist/Ingelöv Blomqvist et Sylvia Österberg/Ingemar Österberg.
- Saab

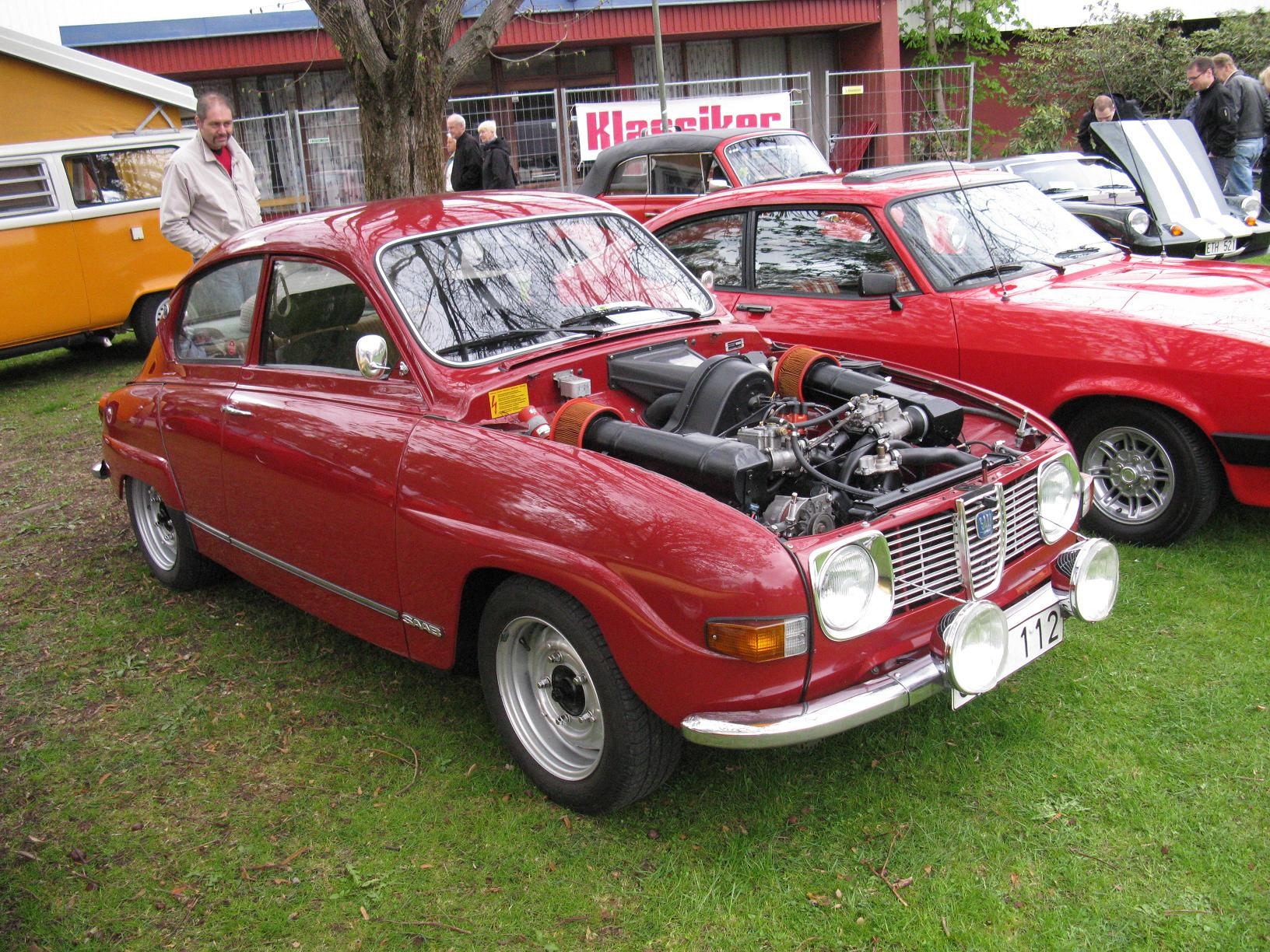
Une Saab 96 V4 avec préparation Groupe 2.

Le constructeur suédois a soigneusement préparé sa participation à son  épreuve nationale, avec l'engagement de trois coaches 96 Groupe 2. Leur moteur V4 Ford, dont la cylindrée a été portée de 1698 à 1842 cm3, est alimenté par deux carburateur double-corps Weber. Sa puissance maximale est de l'ordre de 145 chevaux. Ces tractions pèsent 1050 kg. Afin de durcir les gommes pour assurer une meilleure tenue des clous, les pneumatiques ont été stockés deux mois dans un hangar, à une température de -20° C. Au côté des trois équipages officiels (Stig Blomqvist/Arne Hertz, Per Eklund/Bo Reinicke et Carl Orrenius/Sölve Andreasson), Åke Andersson/Roland Ånöstam et John Unnerud/Bo Pettersson s'alignent sur des Saab 96 Groupe 2 de l'année précédente (137 chevaux), ex-usine.
- BMW

L'importateur suédois de la marque bavaroise aligne trois 2002 Tii groupe 1 pour Leif Asterhag/Claes Billstam, Anders Gullberg/Leif Wåhlin et Ingvar Carlsson/Lars-Göran Berg. Ces berlines compactes, à transmission classique, sont dotées quatre cylindres de 1990 cm3, alimenté par un système d'injection mécanique Kugelfischer. Spécialement préparés, ces moteurs délivrent 142 chevaux (contre 130 pour les modèles de série). Ces voitures pèsent environ une tonne. Engagés à titre privé, Bror Danielsson/Ulf Sundberg disposent d'un modèle identique.
- Fiat

Fiat Suède engage une berline 125 Special Groupe 1, confiée à l'équipage Håkan Lindberg/Lars Persson. Cette voiture de 1050 kg est animée par un moteur quatre cylindres à double arbre à cames en tête de 1608 cm3, la puissance avoisinant les 110 chevaux après préparation. Fiat utilise des pneus Pirelli.
- Renault

Après les contre-performances des berlinettes Alpine-Renault dans la neige fraiche lors de la précédente édition du rallye, le constructeur français a cette année tenté l'expérience d'engager des «tractions», confiant deux 12 Gordini Groupe 2 aux équipages Ove Andersson/John Davenport et Jean-Luc Thérier/Claude Roure. Ces berlines d'environ 900 kg disposent d'un quatre cylindres de 1565 cm3 alimenté par deux carburateurs double-corps Weber. La puissance disponible est de l'ordre de 160 chevaux. Les Renault utilisent des pneus Michelin.
- Volvo

Bien que non engagé officiellement, le premier constructeur suédois apporte son soutien à trois équipages privés. Aussi les Volvo 142 S Groupe 2 de Sven Simonsson/Lars Ellbring, Per-Inge Walfridsson/Kjell Nilsson et Bert Gustavsson/Frisk Göran bénéficient-elles d'une assistance de l'usine. Ces grandes berlines à transmission classique pèsent environ 1100 kg. Leur moteur deux litres développe 180 chevaux.
- Ford

Six Ford Escort privées seront au départ, parmi lesquelles les deux TwinCam Groupe 1 de Tony Fowkes (navigué par Peter O'Gorman) et de Peter McDowell, qui aura pour copilote le champion de Formule 3 Torsten Palm. Ces berlines à transmission classique pèsent 785 kg. Leur quatre cylindres de 1558 cm3 à double arbre à cames en tête est alimenté par deux carburateurs horizontaux à double corps. La puissance disponible dépasse les 110 chevaux.

## Déroulement de la course

### Première étape

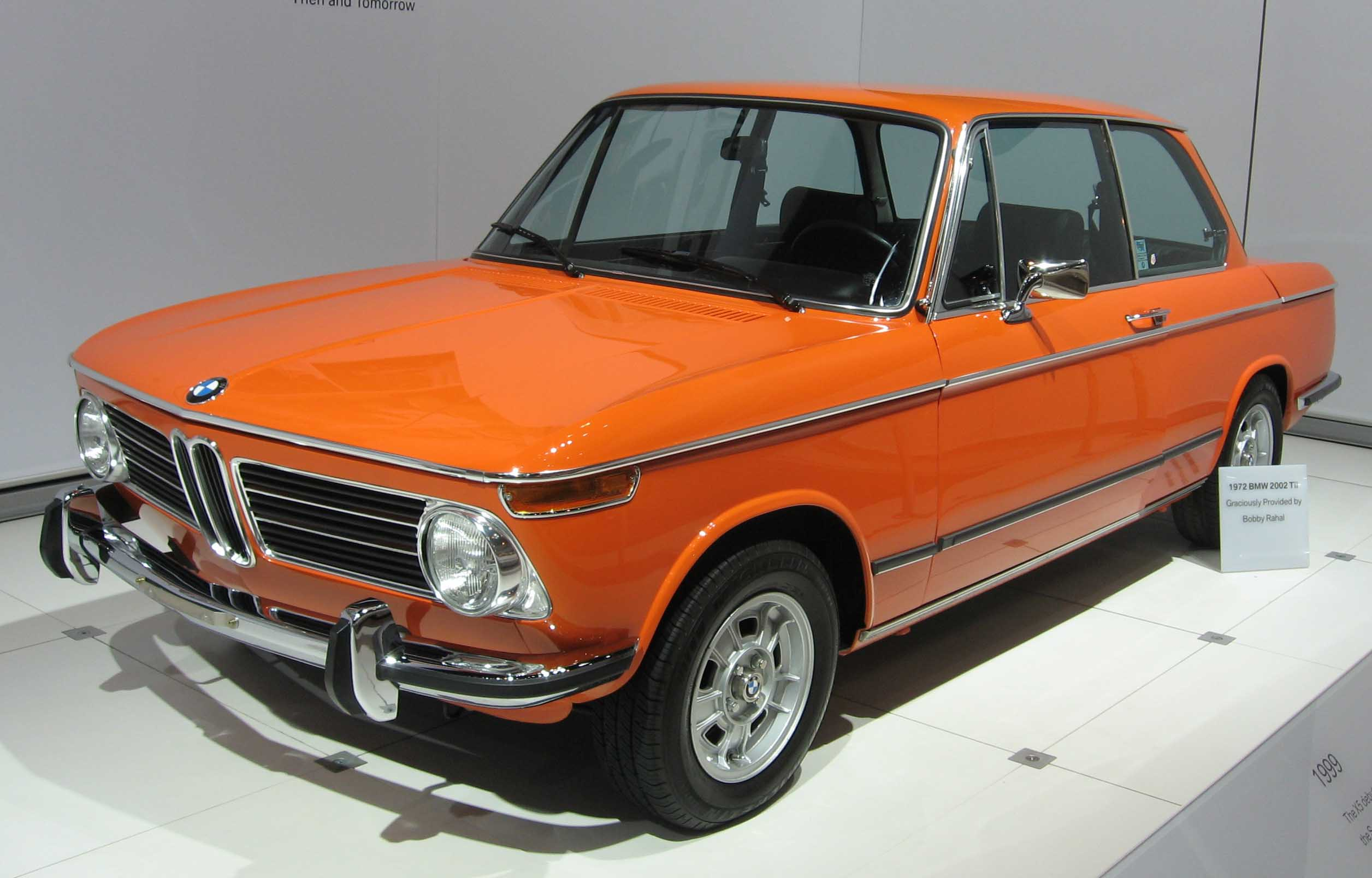
Au volant d'une BMW 2002 Tii semblable à ce modèle de série, Ingvar Carlsson domine nettement le Groupe 1.

Les équipages prennent le départ de Karlstad le jeudi, en fin de matinée. L'autorisation d'organiser les trois épreuves chronométrées prévues dans le comté d'Örebro n'ont pas été obtenues, aussi les spéciales n°17, 18 et 19 ont-elles été annulées. La neige recouvrant les pistes a été durcie par le gel persistant, des conditions idéales pour les concurrents, tous chaussés de pneus fortement cloutés. Deuxième à s'élancer, Carl Orrenius est bientôt éliminé, la boîte de vitesses de sa Saab explosant dès le premier secteur chronométré. Son coéquipier Stig Blomqvist prend d'emblée le commandement de la course, devançant d'une quinzaine de secondes l'Opel d'Anders Kulläng. Favori logique car disposant de la voiture de loin la plus rapide en pointe, Björn Waldegård est parti très prudemment et n'occupe que le quatrième rang, sa Porsche étant devancée par la Lancia d'Harry Källström. Au volant d'une BMW de série parfaitement préparée, Ingvar Carlsson a réalisé une performance étonnante, parvenant à égaler le chrono de Waldegård. Per-Inge Walfridsson n'a guère été plus loin qu'Orrenius, un pignon de distribution cassé ayant stoppé la progression de sa Volvo. Dans les épreuves suivantes, Blomqvist continue à dominer et, avant la tombée de la nuit, possède déjà une minute d'avance sur Kulläng et Källström, Waldegård, ne prenant toujours aucun risque, étant trente secondes plus loin. La Saab de Per Eklund est ralentie par des problèmes de carburation ; le coéquipier de Blomqvist a dû être poussé pour rejoindre son assistance et a plongé dans les profondeurs du classement. Jean-Luc Thérier est sorti de la route dès la deuxième épreuve spéciale et a cassé la pompe à huile de sa Renault 12, provoquant des dommages au vilebrequin ; il a été contraint de renoncer. Au cours des épreuves nocturnes, Blomqvist accentue encore son avance sur Källström, qui devance désormais Kulläng, tandis que Waldegård revient progressivement sur eux. Au cœur de la nuit, le pilote Porsche prend le meilleur sur Källström dans le secteur de Digerberget, puis s'empare de la deuxième place dans le tronçon suivant. Son retard sur Blomqvist ne diminue cependant pas, son principal rival conservant près de deux minutes d'avance sur lui. Les deux premiers vont ensuite faire jeu égal jusqu'à la spéciale de Gänsen, où Waldegård sort de la route et s'encastre dans un mur de neige. Källström va se faire piéger au même endroit. Tous deux vont perdre quatre minutes, permettant à Kulläng de reprendre, malgré une légère excursion hors piste, la deuxième place. Blomqvist possède désormais une très confortable avance sur ses adversaires ; il continue cependant sur un rythme très soutenu et c'est avec une marge de plus de cinq minutes sur Kulläng qu'il rallie Karlstad, tandis que Waldegård s'est nettement rapproché de l'Opel. Sixième au classement général, Carlsson domine le groupe 1 depuis le départ.
| Pos. | Pilote          | Copilote        | Voiture                | Groupe | Temps           | Écart         |
| ---- | --------------- | --------------- | ---------------------- | ------ | --------------- | ------------- |
| 1    | Stig Blomqvist  | Arne Hertz      | Saab 96 V4             | 2      | 3 h 48 min 40 s |               |
| 2    | Anders Kulläng  | Donald Karlsson | Opel Ascona 1.9        | 2      |                 | plus de 5 min |
| 3    | Björn Waldegård | Lars Helmér     | Porsche 911 S          | 4      |                 | environ 6 min |
| 4    | Harry Källström | Gunnar Häggbom  | Lancia Fulvia coupé HF | 4      |                 |               |
| 5    | Ove Eriksson    | Börje Österberg | Opel Ascona 1.9        | 2      |                 |               |
| 6    | Ingvar Carlsson | Lars-Göran Berg | BMW 2002 Tii           | 1      |                 |               |

### Deuxième étape
Les équipages restant en course repartent de Karlstad le samedi matin. Waldegård tente de se rapprocher de la Saab de tête mais, malgré tous ses efforts, ne parvient à reprendre que dix-huit secondes à Blomqvist au terme des cinq premiers secteurs chronométrés. Le pilote Porsche a cependant repris la deuxième place à Kulläng, dont le moteur a perdu de sa puissance à cause d'un axe de piston endommagé. Blomqvist va maintenir sa marge de sécurité avant de lever légèrement le pied lors de la dernière journée, laissant Waldegård se rapprocher à quatre minutes de lui. Une nouvelle sortie de route sur le lac gelé de Gänsen freinera les ardeurs de Waldegård, qui va dès lors assurere sa deuxième place jusqu'à l'arrivée. En tête depuis le départ, Blomqvist remporte pour la deuxième fois consécutive le Rallye de Suède. Handicapé par la rupture du joint de culasse de son Opel, Kulläng n'a pu résister au retour de Källström, ce dernier reprenant définitivement la troisième place à l'issue du secteur de Rämmen. Sixième derrière l'Opel d'Ove Eriksson, Carlsson a dominé le groupe 1 de bout en bout. Cinquante-six voitures ont terminé l'épreuve.

### Classements intermédiaires
Classements intermédiaires des pilotes après chaque épreuve spéciale.

### Classement général
| Pos | No | Pilote             | Copilote        | Voiture                | Temps           | Écart         | Groupe |
| --- | -- | ------------------ | --------------- | ---------------------- | --------------- | ------------- | ------ |
| 1   | 8  | Stig Blomqvist     | Arne Hertz      | Saab 96 V4             | 7 h 43 min 28 s |               | 2      |
| 2   | 4  | Björn Waldegård    | Lars Helmér     | Porsche 911 S          | 7 h 47 min 44 s | + 4 min 16 s  | 4      |
| 3   | 7  | Harry Källström    | Gunnar Häggbom  | Lancia Fulvia coupé HF | 7 h 52 min 32 s | + 9 min 04 s  | 4      |
| 4   | 14 | Anders Kulläng     | Donald Karlsson | Opel Ascona 1.9        | 7 h 53 min 33 s | + 10 min 05 s | 2      |
| 5   | 9  | Ove Eriksson       | Börje Österberg | Opel Ascona 1.9        | 8 h 01 min 22 s | + 17 min 54 s | 2      |
| 6   | 40 | Ingvar Carlsson    | Lars-Göran Berg | BMW 2002 Tii           | 8 h 03 min 45 s | + 20 min 17 s | 1      |
| 7   | 28 | Anders Gullberg    | Leif Wåhlin     | BMW 2002 Tii           | 8 h 06 min 08 s | + 22 min 40 s | 1      |
| 8   | 5  | Per Eklund         | Bo Reinicke     | Saab 96 V4             | 8 h 09 min 41 s | + 26 min 13 s | 2      |
| 9   | 29 | Lillebror Nasenius | Björn Cederberg | Opel Ascona 1.9        | 8 h 10 min 21 s | + 26 min 53 s | 1      |
| 10  | 39 | Bror Danielsson    | Ulf Sundberg    | BMW 2002 Tii           | 8 h 12 min 56 s | + 29 min 28 s | 1      |

### Équipages de tête
- ES1 à ES37 : Stig Blomqvist -  Arne Hertz ( Saab 96 V4)

### Vainqueurs d'épreuves spéciales
- Stig Blomqvist -  Arne Hertz ( Saab 96 V4) : 13 spéciales (ES 1 à 3, 5, 6, 8 à 10, 12, 13, 21, 23, 27)
- Björn Waldegård -  Lars Helmér (Porsche 911 S) : 13 spéciales (ES 11, 14 à 16, 22, 24, 25, 28 à 31, 33, 36)
- Harry Källström -  Gunnar Häggbom (Lancia Fulvia coupé HF) : 6 spéciales (ES 4, 7, 26, 32, 34, 35)

## Résultats des principaux engagés
| No | Pilote               | Copilote            | Voiture                | Groupe | Classement général                            | Class. groupe |
| -- | -------------------- | ------------------- | ---------------------- | ------ | --------------------------------------------- | ------------- |
| 1  | Lars Nyström         | Gunnar Nyström      | Opel Ascona 1.9        | 2      | ab. dans la 6e spéciale (boîte de vitesses)   | -             |
| 2  | Carl Orrenius        | Sölve Andreasson    | Saab 96 V4             | 2      | ab. après la 1re spéciale (boîte de vitesses) | -             |
| 3  | Åke Andersson        | Roland Ånöstam      | Saab 96 V4             | 2      | 18e à 48 min 33 s                             | 7e            |
| 4  | Björn Waldegård      | Lars Helmér         | Porsche 911 S          | 4      | 2e à 4 min 16 s                               | 1er           |
| 5  | Per Eklund           | Bo Reinicke         | Saab 96 V4             | 2      | 8e à 26 min 13 s                              | 4e            |
| 6  | Ove Andersson        | John Davenport      | Renault 12 Gordini     | 2      | 15e à 38 min 13 s                             | 5e            |
| 7  | Harry Källström      | Gunnar Häggbom      | Lancia Fulvia coupé HF | 4      | 3e à 9 min 04 s                               | 2e            |
| 8  | Stig Blomqvist       | Arne Hertz          | Saab 96 V4             | 2      | 1er                                           | 1er           |
| 9  | Ove Eriksson         | Börje Österberg     | Opel Ascona 1.9        | 2      | 5e à 17 min 54 s                              | 3e            |
| 11 | Jean-Luc Thérier     | Claude Roure        | Renault 12 Gordini     | 2      | ab. après la 2e spéciale (sortie de route)    | -             |
| 12 | Simo Lampinen        | Klaus Sohlberg      | Lancia Fulvia coupé HF | 4      | Forfait                                       | -             |
| 14 | Anders Kulläng       | Donald Karlsson     | Opel Ascona 1.9        | 2      | 4e à 10 min 05 s                              | 2e            |
| 16 | Sven Simonsson       | Lars Ellbring       | Volvo 142 S            | 2      | ab. dans la 1re étape                         | -             |
| 17 | Per-Inge Walfridsson | Kjell Nilsson       | Volvo 142 S            | 2      | ab. dans la 1re spéciale (distribution)       | -             |
| 19 | Bert Gustavsson      | Frisk Göran         | Volvo 142 S            | 2      | 17e à 48 min 29 s                             | 6e            |
| 24 | John Unnerud         | Bo Pettersson       | Saab 96 V4             | 2      | ab. dans la 1re étape                         | -             |
| 28 | Anders Gullberg      | Leif Wåhlin         | BMW 2002 Tii           | 1      | 7e à 22 min 40 s                              | 2e            |
| 29 | Lillebror Nasenius   | Björn Cederberg     | Opel Ascona 1.9        | 1      | 9e à 26 min 53 s                              | 3e            |
| 30 | Håkan Lindberg       | Lars Persson        | Fiat 125 S             | 1      | 13e à 32 min 13 s                             | 7e            |
| 31 | Jan Henriksson       | Lars-Erik Carlström | Opel Ascona 1.9        | 1      | 12e à 30 min 24 s                             | 6e            |
| 32 | Gunnar Blomqvist     | Ingelöv Blomqvist   | Opel Ascona 1.9        | 1      | 11e à 29 min 31 s                             | 5e            |
| 37 | Leif Asterhag        | Claes Billstam      | BMW 2002 Tii           | 1      | ab. dans la 1re étape                         | -             |
| 39 | Bror Danielsson      | Ulf Sundberg        | BMW 2002 Tii           | 1      | 10e à 29 min 28 s                             | 4e            |
| 40 | Ingvar Carlsson      | Lars-Göran Berg     | BMW 2002 Tii           | 1      | 6e à 20 min 17 s                              | 1er           |
| 43 | Sylvia Österberg     | Ingemar Österberg   | Opel Ascona 1.9        | 1      | 26e à 1 h 02 min 18 s                         | 13e           |
| 47 | Billy Coleman        | Fergus Sager        | Alpine A110 1600 S     | 4      | ab. dans la 1re étape                         | -             |
| 64 | Tony Fowkes          | Peter O'Gorman      | Ford Escort Twin-Cam   | 1      | ab. dans la 12e spéciale (piston)             | -             |
| 65 | Peter McDowell       | Torsten Palm        | Ford Escort Twin-Cam   | 1      | ab. dans la 12e spéciale (allumage)           | -             |

## Classement du championnat à l'issue de la course
- attribution des points : 20, 15, 12, 10, 8, 6, 4, 3, 2, 1 respectivement aux dix premières marques de chaque épreuve (sans cumul, seule la voiture la mieux classée de chaque constructeur marque des points)[8].
- sur dix épreuves qualificatives prévues pour le championnat international des marques 1972, neuf seront effectivement courues : devant se dérouler du 19 au 24 juin, la 32e édition de la Coupe des Alpes sera annulée, faute d'un nombre suffisant de participants[9].

| Pos. | Marque         | Points | M-C | SUE | SAF | MAR | ACR | ALP | AUT | SAN | PRE | RAC |
| ---- | -------------- | ------ | --- | --- | --- | --- | --- | --- | --- | --- | --- | --- |
| 1    | Lancia         | 32     | 20  | 12  |     |     |     |     |     |     |     |     |
| 2    | Porsche        | 30     | 15  | 15  |     |     |     |     |     |     |     |     |
| 3    | Saab           | 20     | -   | 20  |     |     |     |     |     |     |     |     |
| 4    | Datsun         | 12     | 12  | -   |     |     |     |     |     |     |     |     |
| 4=   | Opel           | 12     | 2   | 10  |     |     |     |     |     |     |     |     |
| 6    | Ford           | 8      | 8   | -   |     |     |     |     |     |     |     |     |
| 7    | BMW            | 6      | -   | 6   |     |     |     |     |     |     |     |     |
| 8    | Alpine-Renault | 4      | 4   | -   |     |     |     |     |     |     |     |     |
| 9    | Fiat           | 3      | 3   | -   |     |     |     |     |     |     |     |     |